# Liam James
Liam James, född den 7 oktober 1996 i Vancouver, är en kanadensisk skådespelare. Han är mest känd för sin roll som Noah Curtis i katastroffilmen 2012 (2009). James har heterokromi. Hans föräldrar heter Bonnie och Derek James. Derek James är en före detta olympisk brottare.

## Filmografi
- Things We Lost in the Fire (2007)
- Horsemen of the Apocalypse (2009)
- 2012 (2009)
- The Way, Way Back (2013)
- Speech & Debate 2016
- 2023 – White House Plumbers (TV-serie)